# Monte Stollberg
Il monte Stollberg è un monte delle Alpi orientali alto 1.827 metri, in località Maranza, considerato la spalla a est del monte Cuzzo.
Il monte si trova non distante dal centro cittadino ed è coperto di foresta; è facilmente raggiungibile per l'elevato numero di sentieri che tagliano il monte Cuzzo; vi sono inoltre molti punti di ristoro e malghe tutt'attorno.